# Thanh Hải, Ninh Hải
Thanh Hải là một xã thuộc huyện Ninh Hải, tỉnh Ninh Thuận, Việt Nam.

## Địa lý
Xã Thanh Hải nằm ở phía đông huyện Ninh Hải, có vị trí địa lý:
- Phía đông và phía nam giáp Biển Đông
- Phía tây giáp xã Nhơn Hải
- Phía bắc giáp xã Vĩnh Hải

Xã có diện tích 6,47 km², dân số năm 2019 là 8.418 người, mật độ dân số đạt 1.301 người/km².

## Lịch sử
Xã Thanh Hải được thành lập vào ngày 7 tháng 7 năm 2005 trên cơ sở 661,20 ha diện tích tự nhiên và 6.332 người của xã Nhơn Hải.